# 比塞拉皮埃尔
比塞拉皮埃尔（法語：Bissey-la-Pierre，法語發音：[bisɛ la pjɛʁ]）是法国科多尔省的一个市镇，属于蒙巴尔区。

## 地理
比塞拉皮埃尔（47°50'56"N, 4°25'33"E）面积8.44 平方千米，位于法国勃艮第-弗朗什-孔泰大區科多尔省，该省份为法国中东部省份，北起奥布省，西接涅夫勒省和约讷省，南至索恩-卢瓦尔省，东南接汝拉省，东临上索恩省，东北部与上马恩省接壤。
与比塞拉皮埃尔接壤的市镇（或旧市镇、城区）包括：拉雷、潘松莱拉雷、巴洛、莱涅、马尔瑟奈。

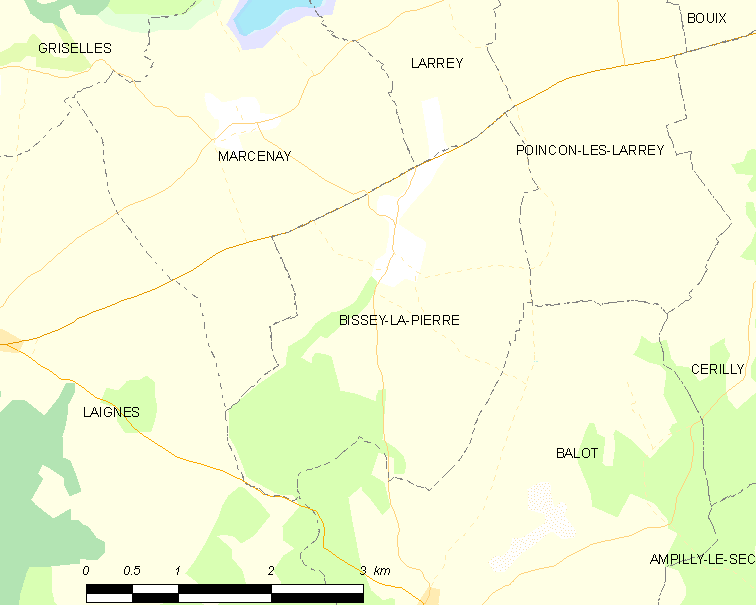
比塞拉皮埃尔的OSM定位图

比塞拉皮埃尔的时区为UTC+01:00、UTC+02:00（夏令时）。

## 行政
比塞拉皮埃尔的邮政编码为21330，INSEE市镇编码为21078。

## 政治
比塞拉皮埃尔所属的省级选区为塞纳河畔沙蒂永县。

## 人口

1962-2008年间比塞拉皮埃尔人口变化图示

比塞拉皮埃尔于2022年1月1日时的人口数量为68人。